# Oligostigma rufiterminalis
Oligostigma rufiterminalis là một loài bướm đêm trong họ Crambidae.